# Industrie- und Handelskammer Nordhausen
Die Industrie- und Handelskammer Nordhausen (ursprünglich Handelskammer Nordhausen) war eine preußische Industrie- und Handelskammer mit Sitz in Nordhausen.

## Geschichte
Auf Bitten der Kaufmannschaft um die Errichtung einer Handelskammer genehmigte das preußische Innenministerium am 12. Januar 1858 die Bildung der Handelskammer Nordhausen. Sie war zunächst nur für den Landkreis Nordhausen zuständig. Im Januar 1859 erfolgen die Wahlen, am 5. März konstituiert sich die Kammer. Sie bestand aus 20 Mitgliedern. Das preußische Handelskammergesetz von 1870 stellte die Kammern auf eine neue rechtliche Basis. Am 13. Dezember 1872 wurde die Handelskammer Nordhausen dementsprechend reorganisiert. Das Kammergebiet umfasste vom 1. April 1873 an die Städte Nordhausen, Benneckenstein, Bleicherode und Ellrich, den Kreis Sangerhausen einschließlich der Grafschaften Stolberg-Stolberg und Stolberg-Roßla und vom Landdrosteibezirk Hildesheim den Amtsbezirk Honstein.
Nach der Machtergreifung der Nationalsozialisten erfolgte auch die Gleichschaltung der IHK Nordhausen. Präsident Kranz wurde aus dem Amt gedrängt und die Kammer nach dem Führerprinzip neu organisiert und die Selbstverwaltung der Wirtschaft abgeschafft. Neuer Präsident wurde Ernst Tropus. 1942 verlor die Kammer den Rest an Eigenständigkeit und wurde in die Gauwirtschaftskammer Halle-Merseburg eingegliedert. Nach Beendigung des Zweiten Weltkrieges erfolgte 1946 die Neugründung der IHK. Mit Auflösung der Länder und der Gründung von Bezirken in der DDR wurde die Tätigkeit der IHK 1953 beendet und in neue Strukturen der Industrie- und Handelskammer der DDR überführt.
Nach der politischen Wende 1989 erfolgte die Neugründung der Industrie- und Handelskammer in Erfurt am 15. Mai 1990.

## Präsidenten
- Ludwig Salfeldt (1859–1876)[2]
- Heinemann Bach (1876–1885)
- Eduard Riemann (1885–1886)
- Albert Jäger (1886–1895)
- Hermann Schmidt (1896–1908)[3]
- Otto Hertzer (1908–1929)[4]
- Erich Kranz (1929–März 1933)[5]
- Ernst Tropus (ab 1933–1939)
- Rudolf Uhley (1939–1945)